# Línea 134 (Rosario)
Línea 134 es una línea de transporte urbano de pasajeros de la ciudad de Rosario, Argentina. En 2021 debido a la situación de emergencia declarado en el transporte ocasionado por la pandemia su recorrido se encuentra cubierto fusionado con los itinerarios de 129 y 135 bajo denominación de Línea 129 134 135 hasta fines de diciembre de 2022 que volvió a línea 134 con su recorrido habitual
Anteriormente el servicio de la línea 134 era prestado en sus orígenes y bajo la denominación de línea F por empresa Las Delicias Transporte Automotor S.R.L. (renombrándose luego línea F Negra, y posteriormente a 1986, línea 134), luego Las Delicias S.A. y finalmente Sociedad del Estado Municipal para el Transporte Urbano Rosario -SEMTUR- desde 2009, hasta el 31 de diciembre de 2018. A partir del 1° de enero de 2019, la empresa Movi se hizo cargo de la línea.

## Recorrido

### 134
Servicio diurno y nocturno.
|  | lDAMPF | KBHFa |  |

|  |  | BHF |

|  |  | BHF |

|  | STR+l | ABZgr |  |

| CONTf | BHF | STR |  |

|  | STR | DST | BUS2 |

|  | STR | BHF | CONTg |

|  | STR | BHF | CONTg |

| CONTf | BHF | STR |  |

|  | STR | BHF | CONTg |

| CONTf | STR+lBUEq | STR+lBUEq | CONTg |

| CONTf | BHF | STR |  |

| CONTf | BHF | BHF | CONTg |

| CONTf | BHF | BHF | CONTg |

| CONTf | BHF | BHF | CONTg |

| CONTf | BHF | STR |  |

|  | STR | BHF | CONTg |

|  | STR | BHF | CONTg |

|  | STR | BHF | CONTg |

| CONTf | STR+lBUEq | STR+lBUEq | CONTg |

| CONTf | BHF | BHF | CONTg |

| CONTf | BHF | STR |  |

| CONTf | BHF | STR |  |

|  | STRl | STRr |  |